# باچر بیبیز
باچر بیبیز (به انگلیسی: Butcher Babies) یک گروهٔ موسیقی هوی متال آمریکایی اهل لس آنجاس می‌باشد که اعضای آن را خوانندهٔ اصلی هایدی شپرد، گیتارزن هنری فلوری (عضو پیشین ایمن)، نوازندهٔ بیس ریکی بونازا و طبل‌زن دیو نیکلز تشکیل می‌دهند. نخستین آلبوم آن‌ها تحت عنوان جالوت در ۹ ژوئیهٔ سال ۲۰۱۳ از سوی سنچری مدیا رکوردز منتشر گردید. این آلبوم در هفتهٔ اول انتشار، در ایالات متحده ۳٫۳۰۰ نسخه فروش داشت و در جدول بیلبورد هیت‌سیکر رتبهٔ ۳ و در جدول بیلبورد ۲۰۰ رتبهٔ ۱۱۲ را کسب نمود.